# Азарки-Дворище
Азарки-Дворище (біл. вёска Азаркі-Дворышча) — село в складі Мядельського району Мінської області, Білорусь. Село підпорядковане Мядзельській сільській раді, розташоване в північній частині області.